# Spic
Spic (também escrito spick) é um insulto étnico usado no Estados Unidos direcionado a pessoas latino-americanas.

## Etimologia
Algumas fontes dos Estados Unidos acreditam que a palavra spic é uma brincadeira com a pronúncia com sotaque espanhol da palavra inglesa "speak". O Oxford English Dictionary considera spic uma contração da forma anterior spiggoty. Spiggoty originou-se no Panamá durante os Dias de Construção e é considerado uma corrupção de "spikee de" na frase "No spikee de English", que era então a resposta mais comum dos panamenhos a qualquer pergunta em inglês. O mais antigo uso conhecido de "spiggoty" é em 1910, usado por Wilbur Lawton em Boy Aviators in Nicaragua, or, In League with the Insurgents. Stuart Berg Flexner, em I Hear America Talking (1976), favoreceu a explicação de que deriva de "no spik Ingles" (ou "no spika de Ingles").